# Terrier checo
A terrier checo[Nota] (em tcheco/checo:  cesky terrier) é uma raça criada pelo geneticista Frantisek Horak na década de 1940 para ter o tamanho reduzido e caçar em tocas. Misturando o terrier escocês com o selyham terrier, obteve um cão de orelhas caídas para que não entrasse terra e de pelagem mais escura, para que não fosse facilmente identificado. Considerado um cão destemido, é um bom animal de guarda com tendência para morder. Podendo chegar aos 8 kg, tem o adestramento reconhecidamente difícil bem como o trato com sua densa pelagem.